# 阿努什卡·范米爾滕伯格
阿努什卡·范米爾滕伯格（荷蘭語：Anouchka van Miltenburg；1967年4月20日—），是一名荷蘭女政治家、自由民主人民黨黨員，2012年9月25日成為荷蘭國會二院議長。

## 生平
范米爾滕伯格曾擔任自由記者與媒體教師，2003年當選為荷蘭國會第二院議員。